# Sabrina (pel·lícula de 1995)
Sabrina és una pel·lícula estatunidenca, remake de la pel·lícula homònima dirigida per Billy Wilder el 1954, dirigida per Sydney Pollack i estrenada el 1995.

## Argument
Sabrina, filla de xofer, ha passat tota la seva joventut a la sumptuosa casa dels riquíssims patrons del seu pare.
Es consumeix en un impossible amor pel fill petit de la família, David, un playboy frívol d'innombrables conquestes. Completament oposat al seu germà gran, el germà petit Linus s'ocupa dels negocis familiars. Un dia, Sabrina, empesa pel seu pare, es decideix a marxar a treballar a París, amb l'esperança d'oblidar. En tornarà totalment canviada.

## Repartiment
- Harrison Ford: Linus Larrabee
- Julia Ormond: Sabrina Fairchild
- Greg Kinnear: David Larrabee
- Nancy Marchand: Maude Larrabee
- John Wood: Tom Fairchild
- Richard Crenna: Patrick Tyson
- Angie Dickinson: Mrs. Ingrid Tyson
- Lauren Holly: Elizabeth Tyson, MD
- Dana Ivey: Mack
- Miriam Colon: Rosa
- Elizabeth Franz: Joanna
- Fanny Ardant: Irene
- Valérie Lemercier: Martine
- Patrick Bruel: Louis
- Becky Ann Baker: Linda

## Premis i nominacions

### Nominacions
- 1996: Oscar a la millor cançó original per John Williams, Alan i Marilyn Bergman amb "Moonlight"
- 1996: Oscar a la millor banda sonora per John Williams
- 1996: Globus d'Or a la millor banda sonora original per John Williams
- 1996: Globus d'Or al millor actor musical o còmic per Harrison Ford
- 1996: Globus d'Or a la millor cançó original per John Williams, Alan i Marilyn Bergman amb "Moonlight"
- 1997: Grammy a la millor cançó per pel·lícula o televisió per John Williams, Alan i Marilyn Bergman amb "Moonlight"